# Kisnyíres
Kisnyíres település Romániában, Máramaros megyében.

## Fekvése
Nagyilondától északnyugatra, a Szamos jobb partja közelében, Kőváralja és Lemény közt fekvő település.

## Nevének eredete
Kisnyíres nevét nyírfás erdeje után kapta. Román neve ugyancsak nyírfát jelent.

## Története
Kisnyíres, Nyíres nevét 1424-ben említette először oklevél Nyres néven, mint Kővárhoz tartozó román lakosságú falut, mely Bélteki Drágfiak birtokai közé tartozott, kiknek 1424-es osztozkodásakor Nyíres a Balkfi Sandrin fiainak; Jánosnak és Lászlónak jutott. 1475-ben Nyres, 1543-ban Kys Nyires, 1733-ban Mestyaka, 1750-ben Mesztekan, 1760–1762-ben Mesztyeken, 1808-ban Nyires (Kis-), Mesztaganul-mik, 1888-ban Kis-Nyires, 1913-ban Kisnyíres néven írták.
1470-ben Mátyás király Bélteky Sandrin fia Mihálytól, mert feleségét megölte és e főbenjáró vétség miatt elmarasztalták, összes birtokait, ezek közt Nyirest is elkobozta és azt Drágfi Miklós fia Bertalannak adományozta. 
Az 1543-as adóösszeíráskor Drágffy Gáspáré, 1546–1552-ben pedig már özvegyének, somlyói Báthori Annának birtoka volt, 1553-1554-ben pedig Drágffy György birtokaként írták. 1556-ban Nyírest a Drágffyk kihalta után Izabella királyné bátori (ecsedi) Báthori Györgynek, nejének somlyói Báthory Annának és fiuknak Istvánnak adományozta.
1565-ben azonban Báthori György fellázadt II. Miksa császár ellen, a lázadás leverése után feje váltságául Kővárat és tartozékait is a császárnak engedte át. 1567-ben II. János király visszafoglalta Kővárat Miksa császártól, és tartozékaival együtt beregszói Hagymási Kristófnak adományozta.
1650-ben Kővárhoz tartozó kincstári birtok. 1723-ban egy tanúvallomás szerint a Kővárhoz tartozó Kis-Nyirest a fejedelem Kornis Ferencnek adta. A Kornisoké volt egészen 1830-ig, amikor a kincstár a gróf Kornis családtól magához váltotta.
1848. december 20-án Bem József tábornok Dés–Kolozsvár felé vivő útja során áthaladt Kisnyíresen is.
1910-ben 645 lakosából 10 magyar, 634 román volt. Ebből 634 görögkatolikus, 7 izraelita volt. A trianoni békeszerződés előtt Szolnok-Doboka vármegye Nagyilondai járásához tartozott.

## Nevezetességei
- Görögkatolikus kőtemploma 1841-ben épült. Védőszentjei Mihály és Gábriel arkangyalok. Anyakönyvet 1835-től vezetnek. 1848-ban harangjait ágyúöntés céljaira vitték el. Három harangja közül az 1864. és 1876. években készülteket  Kolozsvárt öntötték;  felirattal vannak ellátva.